# Mom (Ouham-Pendé)
Pour les articles homonymes, voir Mom.
Mom est une  commune rurale de la préfecture de Ouham-Pendé, en République centrafricaine. Elle s’étend au sud de la ville de Paoua. 

## Géographie
La commune de Mom est située au centre de la préfecture de l’Ouham-Pendé. La plupart des villages sont localisés suivant les axes routiers Bozoum – Paoua et Nzowa – Bobani 1.
|             | Banh   |       |
| Malé        | Mom    | Bimbi |
| Dan-Gbabiri | Kouazo |       |

## Villages
Les villages principaux sont : Taley, Gani, Bé, Ngoubou et Bobani 1.
Située en zone rurale, la commune compte 44 villages recensés en 2003 : Banale, Banda, Bé, Bilmboko, Bobani 1, Bobani 2, Boguiwili, Bokomounga, Borom 1, Bourou 1, Dangta, Deke 2, Dimbe, Gangandai 1, Gangandai 2, Gangandounga 1, Gangandounga 2, Gangang, Gani, Gani-Arabe, Ganva, Grahoula, Ketaley, Konang-Mission, Kosso, Koudouma, Kouma, Kounang, Mbassai, Mbelesse, Mboko, Ngoubou, Ngoula, Nzouwa, Ouaka, Outele, Poukone 1, Poukone 2, Sengue, Taley Arabe, Taley, Centre, Tatia 1, Tatia 2, Tatia 3.

## Éducation
La commune compte 11 écoles publiques : Déké 1 à Ganganday-Déké, Gani 1, Banda, Groupement Kosso, Taley 1, 
Poukone 1, Ngoubou, Talia 2 à Dangta-Talia 2, Beh, Bokomonga, Borom et deux écoles privées : Gani 2 et Taley 2.

## Santé
La commune située dans la région sanitaire n°3 dispose de 3 postes de santé à Gani, Bayara, et à Béh.